# 皮卡 (智利)
20°29′21″S 69°19′46″W / 20.48917°S 69.32944°W

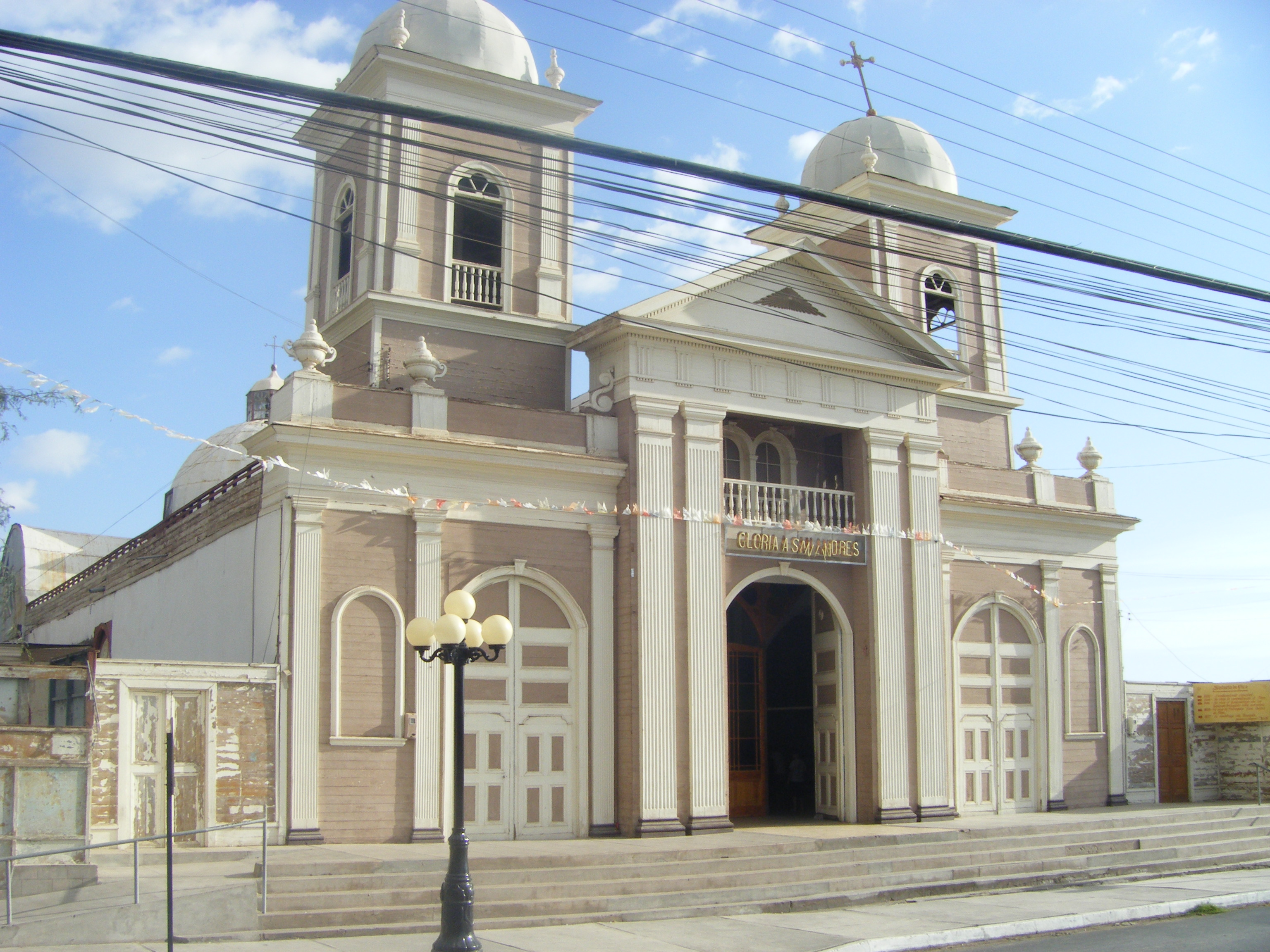

皮卡（西班牙語：Pica），是智利的城市，位於該國北部塔拉帕卡大區的艾爾塔馬魯加爾省，面積8,934.3平方公里，海拔高度1,106米，2012年人口4,013人，人口密度每平方公里0.45人。